# بتك بايين
بتك بايين (بالفارسية: پتک پائین) هي مستوطنة تقع في قسم برون الريفي (مقاطعة فردوس) في إيران.